# Clasificación para el Torneo de Fútbol en los Juegos Olímpicos de Montreal 1976
En la Clasificación para el Torneo de Fútbol en los Juegos Olímpicos de Montreal 1976 participaron 80 selecciones afiliadas a la FIFA.
Canadá (país anfitrión) y Polonia (vigente campeón) obtuvieron la clasificación automática para el torneo. A ellos se habrían sumado 4 equipos de UEFA, 2 de Conmebol, 2 de Concacaf, 3 de CAF y 3 de AFC.
Los 80 equipos fueron divididos en 5 zonas, de acuerdo a consideraciones geográficas, de la siguiente manera:
Europa: 4 plazas, disputadas por 20 equipos.
Sudamérica: 2 plazas, disputadas por 6 equipos.
Norteamérica, Centroamérica y el Caribe: 2 plazas, disputada por 14 equipos.
Asia: 3 plazas, disputada por 16 equipos.
África: 3 plazas, disputada por 24 equipos.

## Equipos participantes
- En cursiva los debutantes en el torneo.

| Países participantes | Países participantes | Países participantes | Países participantes |
| -------------------- | -------------------- | -------------------- | -------------------- |
| Alemania Democrática | Cuba                 | Irán                 | Unión Soviética      |
| Brasil               | España               | Israel               | -                    |
| Canadá               | Francia              | México               | -                    |
| Corea del Norte      | Guatemala            | Polonia              | -                    |

## UEFA (Europa)
El clasificatorio europeo se llevó a cabo después de dos rondas (clasificatoria y torneo). Alemania Democrática, Francia, España y la Unión Soviética obtuvieron la clasificación y Polonia clasificó automáticamente como campeona defensora.
| Bandera de Polonia | Bandera de Alemania Oriental | Bandera de Francia | Bandera de España | Bandera de la Unión Soviética |
| Polonia            | Alemania Democrática         | Francia            | España            | Unión Soviética               |
| Campeón defensor   | 1.° puesto                   | 1.° puesto         | 1.° puesto        | 1.° puesto                    |

## Conmebol (Sudamérica)
En Brasil se celebró el Torneo Preolímpico Sudamericano. Al final, Brasil y Uruguay se clasifican, pero Uruguay se retiró. Argentina fue invitada a reemplazarlos, pero declinó y el lugar fue para Cuba (mejor no clasificado de Concacaf).
| Bandera de Brasil |
| Brasil            |
| 1.° puesto        |

## Concacaf (Norte, Centroamérica y Caribe)
En la fase final del Preolímpico clasificaron México y Guatemala. Canadá calificó automáticamente como anfitrión. Cuba fue invitada tras la retirada de Uruguay y la negativa de Argentina a reemplazarlos.
| Bandera de Canadá | Bandera de México | Bandera de Guatemala | Bandera de Cuba |
| Canadá            | México            | Guatemala            | Cuba            |
| Anfitrión         | 1.° puesto        | 2.° puesto           | Invitado        |

## CAF (África)
El torneo clasificatorio africano se desarrolló en un total de dos rondas. Ghana, Nigeria y Zambia se clasificaron, pero boicotearon los Juegos Olímpicos un día antes de la ceremonia de apertura (junto con otras 31 naciones, 26 de ellas africanas) para protestar por la participación de Nueva Zelanda, cuyo equipo de rugby realizó una gira de verano por Sudáfrica a pesar de la masacre de Soweto.

## AFC (Asia)
En el Torneo Preolímpico se clasificaron Irán, Israel y Corea del Norte, tras ser primer lugar en sus respectivos grupos.
| Bandera de Irán | Bandera de Israel | Bandera de Corea del Norte |
| Irán            | Israel            | Corea del Norte            |
| 1.° puesto      | 1.° puesto        | 1.° puesto                 |